# Iosif Kobzon
Iosif Davydovič Kobzón (in russo Иосиф Давыдович Кобзон?; in ucraino Йосип Давидович Кобзон?, Iosip Davydovič Kóbzon; Časiv Jar, 11 settembre 1937 – Mosca, 30 agosto 2018) è stato un cantante russo di origini ucraine.

## Biografia
Conosciuto per il suo stile da crooner, ha iniziato la propria carriera nel 1958.
Dal 1969 al 1971 è stato sposato con l'attrice Ljudmila Markovna Gurčenko. Precedentemente aveva già un matrimonio alle spalle, mentre dal 1971 è legato a Ninel Drizina.
Fu uno degli artisti più presenti a Pesnja goda, il principale festival musicale sovietico e poi russo.
Nel corso della sua carriera ha ricevuto vari riconoscimenti e titoli, tra cui il titolo di Artista del popolo dell'Unione Sovietica (1987), il titolo di Artista del popolo della RSFSR (1980), il titolo dell'Ordine al merito per la Patria in Russia (1997 terza classe, 2002 seconda classe e 2012 prima classe), il Premio di Stato dell'Unione Sovietica (1984), il Titolo dell'Ordine del Coraggio (2002), il Titolo dell'Ordine al merito in Ucraina (terza classe nel 2000, seconda classe nel 2002 e prima classe nel 2012) e molti altri.